# Шалагино (Красноярский край)
Шалагино — деревня в Каратузском районе Красноярского края, входит в Черемушинский сельсовет

## История
Основана в 1876 г. В 1926 году заимка Шалагина состояла из 3 хозяйств, основное население — русские. В составе Каратузского сельсовета Каратузского района Минусинского округа Сибирского края.

## Население
| 1926 | 2010 | 2012 |
| ---- | ---- | ---- |
| 20   | ↗100 | ↗142 |